# Ансельм Бесатский
Ансельм Бесатский (лат. Anselmus Peripateticus, «Ансельм Странствующий»; род. после 1020, Безате, Ломбардия — между 1054 и 1067) — церковный деятель, философ, писатель и ритор XI века.
Ансельм родился в Безате, недалеко от Павии, вскоре после 1000 года. Он получил образование в Падуе и Реджо-нель-Эмилие и стал приверженцем миланской церкви. Позже он служил в часовне императора Генриха III. Около 1047 года он сочинил «Риторимахию» (или «De materia artis») и посвятил ее Генриху III. Это одна из первых работ по риторике, появившаяся в Западной Европе после книги Рабана Мавра «De institutione clericorum» 819 года. Для некоторых ученых он представляет собой продолжение цицероновской традиции или ее повторное открытие в Италии XI века, но для других он «не похож ни на что, что было раньше» (Питер Дронке) и представляет собой рождение нового средневекового «искусства полемики».